# NGC 5126
NGC 5126 (другие обозначения — ESO 444-28, MCG -5-32-10, PGC 46910) — галактика в созвездии Центавр.
Галактика образует пару с галатикой NGC 5124, а, возможно, и квартет с еще двумя малыми галактиками.
Этот объект входит в число перечисленных в оригинальной редакции «Нового общего каталога».